# ベグ・テムル
ベク・テムル（生没年不詳）は、大元ウルスに仕えたキプチャク人将軍の一人。主にナヤン・カダアンの乱鎮圧に活躍したことで知られる。漢文史料では伯帖木兒と表記される。

## 概要
ベク・テムルは現カザフスタン〜ロシア南部方面のキプチャク草原から移住してきたキプチャク人の一人で、モンゴル帝国第5代皇帝クビライが即位するとキプチャク兵ばかりを集めたカラチ（後のハラチン部）軍に所属した。ベク・テムルは忠謹をもって知られ、武節将軍、僉左衛親軍都指揮使司事の地位を与えられてモンゴル帝国内での内戦に活躍するようになる。
ベク・テムルが主に活躍したのは主に東北地方一帯で勃発したナヤン・カダアンの乱で、ベク・テムルはアルラト部出身の将軍ウズ・テムル（建国の功臣ボオルチュの子孫）率いる軍団に属した。「ナヤンの乱」中のベク・テムルの活躍についてはほとんど記録がないが、「ナヤンの乱」鎮圧後に抵抗を続ける勢力の掃蕩（カダアンの乱）からベク・テムルは1軍を率いて活躍するようになる。ベク・テムルの属するウズ・テムル軍はタブタイ・金家奴率いるナヤン軍残党を追撃し、フルンボイル地方のハルハ河にて残党軍を捕捉・撃破した。敗走する残党軍はヒンガン山脈西麓を北上して逃れ、これを追ったベク・テムルと洪万はハイラル川流域で残党軍を再び破った。ハイラル川流域のジャラマトゥで敗れた残党軍は更にノン川流域に逃れたが、そこでも敗れ遂にタブタイ・金家奴率いるナヤン軍残党は遂に平定された。この時、ベク・テムルは金家奴を捕虜とする功績を挙げている。
一方、カチウン王家のカダアン・トゥルゲン率いるもう一方の残党軍はイキレス部のクリルら率いる追撃軍に何度も敗れながらも健在で、「ナヤンの乱」が始まった翌年の1288年（至元25年）4月にクビライはカダアン残党軍討伐のため孫のテムル（後の成宗オルジェイトゥ・カーン）を主将とする新たな討伐軍の派遣を決定した。一方、ウズ・テムル軍にはオッチギン王家のナイマダイ軍が合流し、ベク・テムルらは「斡麻站」「兀剌河」「帖麦哈必児哈」「明安倫城」「忽蘭葉児」といった場所で長らくカダアン軍と転戦したが、テムルが出陣準備を整えていた5月に「帖里掲」の戦いで不利に陥り、ベク・テムルは体中に矢傷を負って退却せざるをえなくなった。
同年夏頃、テムル率いる討伐軍はウルクイ川にてウズ・テムル軍と合流して軍勢を整え、一方カダアン軍はタウル河に駐屯しており、8月に両軍はタウル川とその支流グイレル川の間の平原にて激突した。この戦闘にはイキレス部のクリル、ベク・テムル、洪万、李庭らが参戦しており、李庭が矢傷を左脅と右股に受けながらも精鋭とともにグイレル川の上流に至り「火砲」を発したことでカダアン軍の馬を驚かせ、その隙に元軍は一斉にその下流を渡河してカダアン軍に迫った。「火砲」の発射によって馬の統制を失ったカダアン軍は元軍の攻勢を支えきれず、ベク・テムルが敵将の一人のアルグン・キュレゲン（駙馬阿剌渾）を討ち取る活躍を見せたことで元軍の勝利が決まった。この勝利に喜んだクビライは捕虜とした敵将のウグル（兀忽児）の妻をベク・テムルに与えている。しかし、この一戦でもカダアンらを討ち取ることはできず、両軍は更に黒竜江流域を転戦した。
翌1289年（至元26年）正月にベク・テムルら叛乱討伐軍は一度帰還したが、同年5月にナヤンの乱に呼応した西方のカイドゥが侵攻を始め、今度はモンゴル高原に移動することになった。ケルレン河流域に至ったベク・テムルはそこで反乱軍と遭遇し、これを破って敵将のバヤンを捕虜とする功績を挙げた。これを喜んだクビライはこのバヤンの娘茶倫をベク・テムルに与えている。同年冬には東路蒙古軍上万戸府が設立されてベク・テムルはこの万戸府の隊長（上万戸/トゥメン）に任じられてキプチャク兵・ナイマン兵・ネクズ兵・ノヤキン兵からなる4千人隊を率いることになった。
1290年（至元27年）には黒竜江流域を流浪していたカダアン残党軍が高麗に侵入したとの報が入り、ベク・テムルはチェリク・テムルとともに再びカダアン軍討伐に従事することになった。翌1291年（至元28年）正月には鴨緑江を渡り、カダアンの子のラオディ率いる軍団と戦った。しかし、この戦闘でベク・テムルは不利に陥ったため、かつて共に戦ったナイマダイの軍団が再び合流し、ベク・テムルはその先鋒を務めることになった。セチェゲン軍は先に禅定州でカダアン軍を破り、後にナイマダイ軍と合流すると再びカダアン軍を敗走させた。先鋒であったベク・テムルは僅か100騎を率いてカダアンを追撃し、激しい追撃戦の末カダアンの下には8騎、ベク・テムルの下には3騎のみが残った。更にもう一度の戦闘で両軍ともにほとんどが重傷を負い、ベク・テムルは単騎でカダアンを追ったものの遂に大山で見失ってしまった。しかし、ナイマンタイはベク・テムルの勇戦を賞してラオディの妻オルジェイを与え、クビライも多くの品々を下賜した。
クビライの死後、テムルが即位した後も健在で3千の兵を率いて上都への移動に従っているが、それ以後の動向は不明である。